# قرار مجلس الأمن التابع للأمم المتحدة رقم 1753
قرار مجلس الأمن التابع للأمم المتحدة رقم 1753، المتخذ بالإجماع في 27 أبريل 2007.

## القرار
رفع مجلس الأمن الحظر الذي دام أكثر من ثلاث سنوات على واردات الماس من ليبريا، مشيدا بتعاون الحكومة مع «عملية كيمبرلي»، وهي آلية أنشئت لمنع ما يسمى بـ «الماس الدموي» من الوصول إلى الأسواق العالمية.
وبموجب الفصل السابع من ميثاق الأمم المتحدة، أنهى المجلس التدابير المتعلقة بالماس المفروضة في القرار 1521 (2003)، الذي ينبغي لجميع الدول بموجبه منع الاستيراد المباشر أو غير المباشر لجميع أنواع الماس الخام من ليبيريا إلى أراضيها، سواء كان منشأ هذا الماس في ذلك البلد أم لا.
تم تصميم برنامج شهادة عملية كيمبرلي لعام 2000 المدعوم من الأمم المتحدة لحماية صناعة الماس المشروعة عن طريق وقف تسويق ماس الصراع - الأحجار الكريمة الخام التي يتاجر بها المتمردون أو حلفاؤهم لتمويل العنف. تحكم المبادرة الآن إنتاج واستيراد الماس في 70 دولة.
يعتبر الاتجار غير المشروع بالماس أحد الأسباب الجذرية للحروب الأهلية المتتالية في ليبيريا منذ عام 1989، وكذلك الصراع الوحشي الذي دام 10 سنوات في سيراليون المجاورة وانتهى في عام 2001. كما تم إلقاء اللوم على الماس الدموي لتمويل الحروب في بلدان أفريقية أخرى، بما في ذلك أنغولا وكوت ديفوار وجمهورية الكونغو الديمقراطية.

## روابط خارجية
- نص القرار في undocs.org